# Цесвайне (усадьба)
Цесвайнский замок (Зессвеген; латыш. Cesvaines pils, нем. Schloss Seßwegen) — усадебный дом конца XIX века, стилизованный под старинный замок. Находится в Цесвайне на территории Латвии. 
Построен в 1890—1897 гг. по проекту Ганса Гризебаха рядом с руинами одноимённого средневекового замка, для проживания тогдашнего владельца поместья, Адольфа фон Вульфа (латыш. Ādolf Gerhard Boris Emīls fon Vulf).
Усадебный дом фон Вульфа является ярким образцом эклектики, в котором смешались элементы готики, неоготики, ренессанса и югендстиля.
Частично сгорел 5 декабря 2002 года и по состоянию на 2012 год, хотя он был открыт для посетителей, ещё продолжались реставрационные работы.
После масштабных работ по реконструкции и реставрации, Цесвайнский замок сдан в эксплуатацию 28 января 2022 и вновь откроет свои двери для посетителей 12 февраля.
Замок был отреставрирован в рамках проекта трансграничного сотрудничества «Сохранение и популяризация культурно-исторического наследия в Латвии и России»; на реконструкцию потрачено 1 711 930 евро.